# 上海虹桥国际机场
上海虹桥国际机场，位于中国上海市长宁区、闵行区。在上海的两个民航机场中，虹桥机场距离市区较近，但规模较小，只运营中国内地境内航线及部分国际/港澳台航线。上海的大部份国际航线则是由上海浦东国际机场负责。
虹桥机场分为一号航站楼和二号航站楼，跑道在两个航站楼中间。一号航站楼为旧航站楼，位于长宁区；二号航站楼为新航站楼，位于闵行区，大部分航空公司进驻在二号航站楼；而两个航站楼的联通则通过机场免费摆渡车或上海地铁10号线来实现。2017年，虹桥机场共接待进出港旅客4191.13万人次，实现货邮吞吐40.80万吨，起降航班263720架次，2019年客运吞吐量为4567万人次。客流量位列中国大陆第7位。
2012年起，虹桥机场被Skytrax评为四星级机场，并在2019年荣升为五星级机场。
2024年全年，虹桥机场旅客吞吐量4794.6萬人次，較2023年4249.1萬人次增長12.84%。旅客吞吐量位列中國大陸第九。

## 历史

### 早期历史
虹桥机场始建于1921年3月，该年北洋政府航空事务处拟定京沪航空线时，始筹划航线在上海的机场。最初曾选址吴淞，后选中上海县与青浦县的267亩土地作为上海航空站。1921年3月10日机场动工，并于同年6月底完成。但因经费不足，仅建成了一条土质飞机跑道，机场未能通航。1929年5月，交通部沪蓉航空管理处选定虹桥机场作为上海航空站，同年7月开航，并于8月开通上海至南京航线。1934年4月再次征地890亩扩建，1931-34年间为欧亚航空公司樞紐機場。
1937年8月9日发生虹桥机场事件，是为淞沪抗战导火线之一。日军占领上海后，圈地1356亩，将虹桥机场作为军用机场使用并扩建跑道。抗战胜利后曾由中华民国空军接管，后于1946年11月5日由中国航空公司接收，同年12月被定为国际入境机场。1947年8月行政院决定将虹桥机场定为民用机场。后直属于交通部民用航空局。
1949年5月24日，中国人民解放军占领机场，后作为军用机场使用。1950年5月中共中央华东局开始进行虹桥机场重建工程。1963年11月国务院批准虹桥机场扩建为国际民用机场，扩建工程于1964年完工，并于当年5月开通中国-巴基斯坦航线。1972年2月17日，空军撤离虹桥机场。

### 上海门户机场
1984年3月，上海虹桥机场候机楼工程再度扩建，同年9月30日扩建工程完工。扩建后的候机楼，使用面积比过去扩大了一倍。1988年，上海民航进行重大体制改革，实行政企分开，机场和航空公司分营，上海虹桥国际机场从同年6月25日起成为独立的经济实体。1988年12月，上海虹桥机场候机楼第三次扩建，于1991年12月26日完工。
在上海浦东国际机场建成之前，虹桥机场一直是中国大陆最繁忙的机场。机场扩建前，拥有跑道和滑行道各一条，跑道（现第一跑道）长3400米、宽57.6米，停机坪约48.6万平米，共有66个机位，候机楼占地8.2万平方米，拥有15个候机大厅、18个贵宾室和15条行李传输系统。
浦东国际机场投用后，虹桥机场滑行道于2000年5月28日起实施大修工程，原起降虹桥机场的部分国内外航班自当日起移到浦东机场起降。
2002年10月27日，所有在虹桥机场起降的国际、港澳航班迁至浦东机场。由于浦东机场仅凭一条跑道每日却有超过800架次航班起降，接纳的航班数量饱和，因此自2003年11月起，部分飞往山东半岛的航班改回虹桥机场起降直至浦东第二跑道完工。

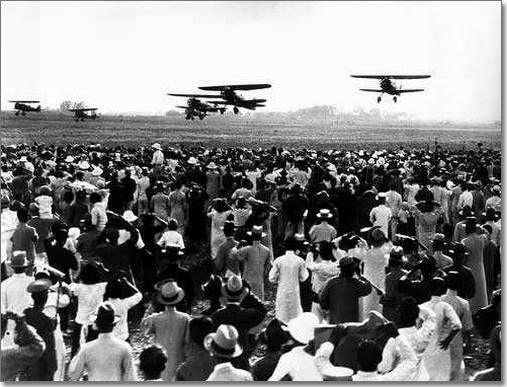
1932年10月的上海虹桥机场，当地群众聚集观看起降飞机
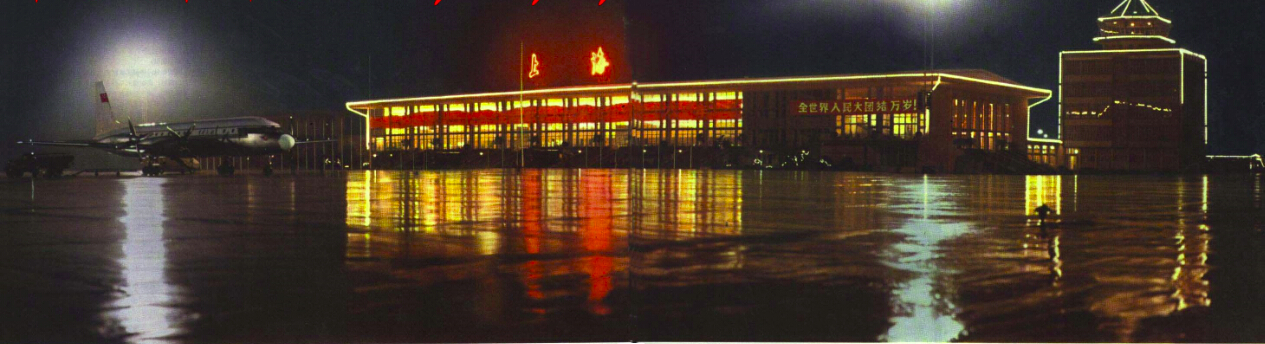
1966年1月的虹桥机场
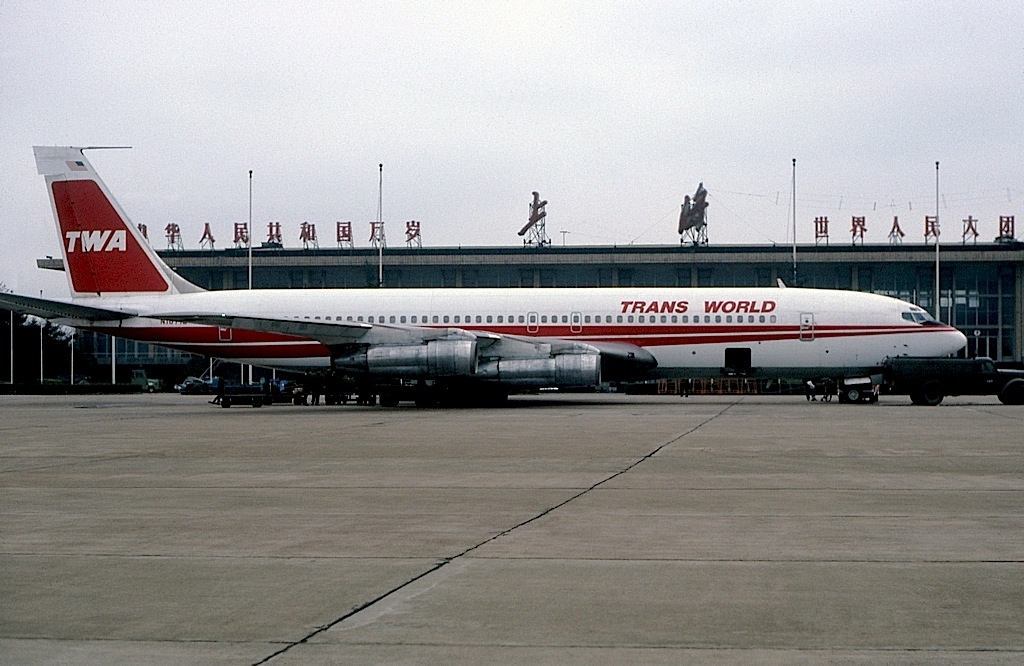
环球航空波音707客机于虹桥机场，1980年
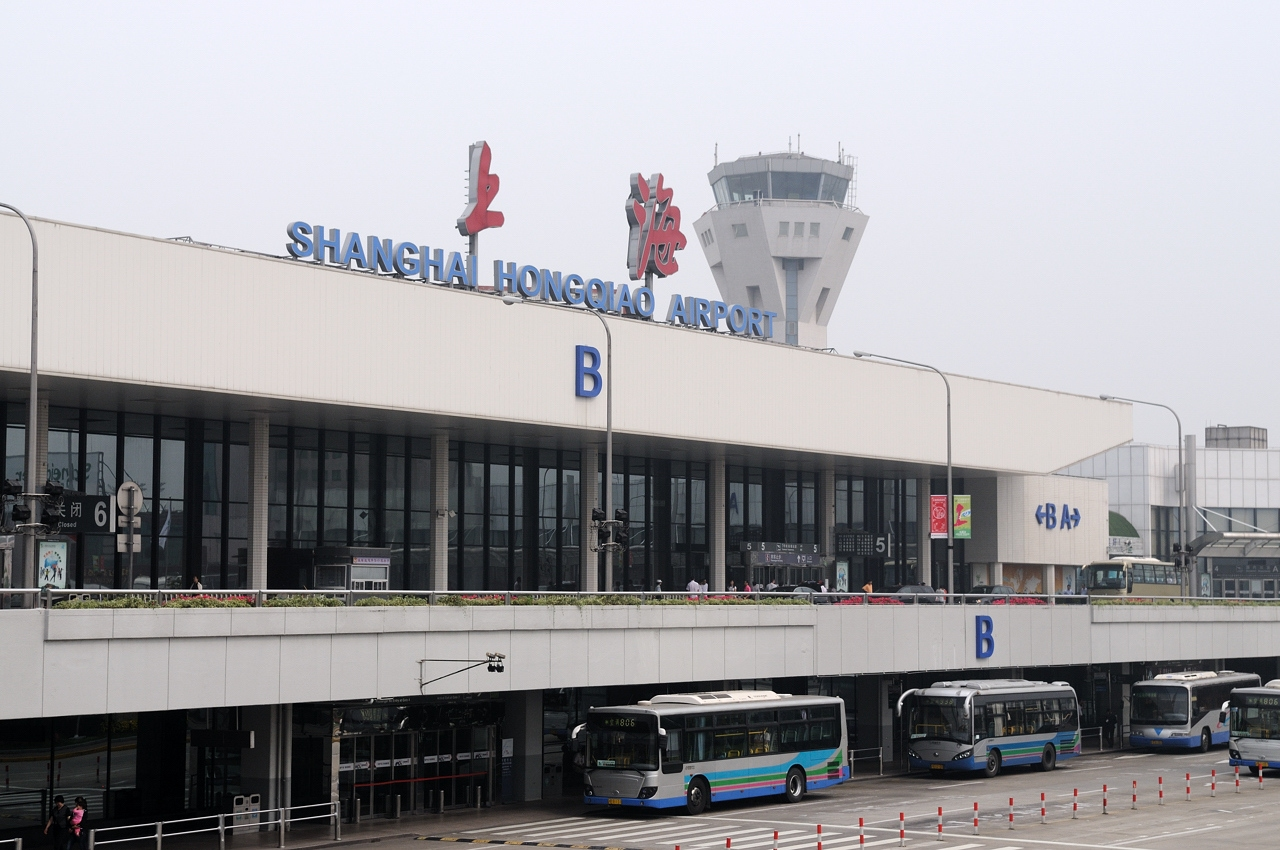
一号航站楼
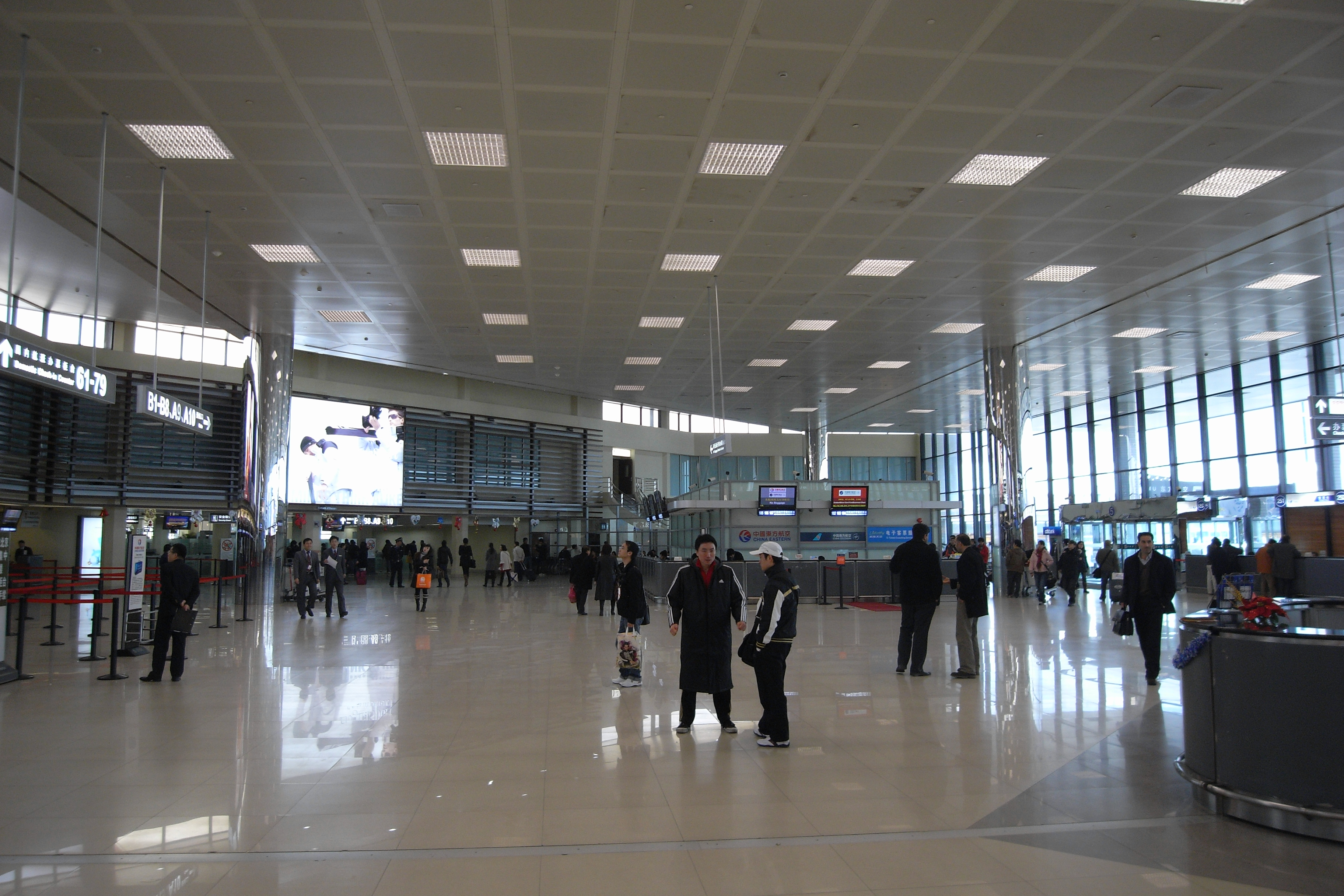
一号航站楼内部（2009年）

### 虹桥交通枢纽
作为虹橋交通樞紐计划的一部分，虹桥机场于2006年实施扩建工程，计划新增一条跑道和一个航站楼。工程按照计划要求的2010年上海世博會前建成的目标，第二跑道和第二航站楼分别于2010年3月11日、3月16日建成启用。但需要注意的是，两个航站楼之间不直接连通，乘客在两个航站楼间往返需要借助短程接驳车，地铁10号线或其他公交线路。
2011年6月15日开始，机场对既有东跑道进行道面及助航灯光改造，工程于11月16日完工。
2014年11月6日起，虹桥机场一号航站楼进行史上最大规模的改造。2017年3月26日一号航站楼A楼及交通中心正式启用后，B楼随之进行封闭改造。一号航站楼所有改造工程于2018年10月15日完成。
虹桥机场在2015年度曾以4.3%的准点率被FlightStats评为当时全球188个大中型机场中准点率第6低的机场。
2020年3月25日起，因应2019冠状病毒病疫情境外防输入工作需要，虹桥机场暂停国际和地区线运营，临时转场至上海浦东国际机场运营。保留虹桥机场国内线航班和备降功能，部分工作人员调至浦东机场负责防疫工作。2023年3月26日起，虹桥机场恢复境外航线，首个出境航班是中国东方航空执飞的MU721次，目的地为香港国际机场。2023年夏秋航季执行后，虹桥机场计划每周执行国际、港澳台航班314架次，相较于2019年同期增加22架次。

## 机场设施

### 航站楼
自2010年3月16日0时起，除春秋航空和出入境航班在1号航站楼办理登机手续、登机外，其余所有航班的登机手续均在2号航站楼办理。2019年7月中旬起，1號和2號航站樓中華人民共和國国内航班實現值机、安检、登机全面無紙化，通過手机二维码或身份证取代原先紙質登機證和安检验讫凭证。

#### 1号航站楼
虹桥机场1号航站楼位于机场东侧，分为A、B楼，主要办理两国（日韩）三地（港澳台）航班和春秋航空、厦门航空和河北航空运营的国内航班。T1航站楼始建于1984年，经过1988年以及1994年的扩建，形成了现在T1航站楼A、B楼的基本格局。2014年，T1航站楼开始改造工程：改造涉及对外立面、内部结构的调整，登机口调整为可为宽体客机提供两门上下客的双头登机桥等。改造后T1航站楼出发大厅经历了全方位改造升级，同时新建顶层为公园的地面交通中心，建筑面积提升至20.37万平方米。改造分为两部分，第一期先改造A楼，2017年3月16日A楼改造完成后开始对B楼进行改造，全部工程于2018年10月15日竣工投用。1号航站楼的改造工程于2017年第23届联合国气候大会的推荐项目专家组中排名第一并获得“2017年绿色解决方案奖——既有建筑绿色改造解决方案奖”一等奖。
机场将原地面停车场改建为面积两万多平方米的绿化植被，同时新建了8万多平方米的地下车库以改善航站区的微环境。1号航站楼在改造工程中拆除了原有出发大厅的混凝土屋顶，改为挑高18米的大型钢结构屋顶，同时沿用原航站楼45°倾斜安置的出发大厅设计。到达层则加装发光天花板、柚木装饰等元素提升空间舒适度，减轻层高过低给旅客带来的不适与焦虑感。
虹桥机场1号航站楼改建工程亦注重环保设计，在施工过程中通过尽可能多利用既有结构来降低工程量并控制成本和施工过程中产生的污染。改造后的航站楼将能达到25%的节能效率：首先设计部门在出发大厅设置铝板立面和天窗遮阳隔栅、并将A楼屋面倾斜角度设置为40°以在夏季遮蔽强烈的直射光，同时在冬季可利用光线漫反射来提升室内空间光照效，同时在屋顶部的通风窗可在适当时打开，以改善室内通风效果。联检大厅设置了结合支撑、通风和采光功能为一体的伞形立柱，降低建筑运用能耗并提升空间开阔感。
现今，1号航站楼分为A、B两楼。A楼主要负责国际及港澳台航班，设有A、B两个值机岛。A楼空侧商业区域面积5620平方米，为上海石库门建筑风格，其中免税店面积有2080平方米。A楼出入境管制区共新设54条查验通道，其中人工检查通道共34条。另外出境区设有9条自助通道，入境区则设有12条。
B楼负责春秋航空、厦门航空和河北航空航班，其值机区位于D岛。改造后的T1B楼成为中国大陆自助流程比例最高的航站楼，即使在出入港高峰期间，从值机到登机口也只需花费十余分钟。B楼设有28套自助值机终端、18套自助行李托运终端和6个人工柜台。B楼的安检区位于D岛两侧，通往空侧16号-27号候机口。安检区除了普通的人工验证通道外，还引入8套自助安检验证设备。B楼的到达区则设有3个行李转盘。
| 4F | 休息区           | 休息室（限制区）                                             |
| 3F | 休息区           | 休息室（限制区）                                             |
| 2F | 国际、港澳台出发 | 值机A/B区、海关、检疫、出境、安全检查、登机口T01-02、T09-T15 |
| 2F | 国内出发         | 值机D区、安全检查、登机口T20-21、T26-27                      |
| 1F | 国内到达         | 行李提取07-09、接送区                                        |
| 1F | 国内出发         | 远机位T16-19、T22-25                                         |
| 1F | 国际、港澳台出发 | 远机位T03-08                                                 |
| 1F | 国际、港澳台到达 | 入境、行李提取01-04、海关                                    |
| B1 | 停车场P1         |                                                              |

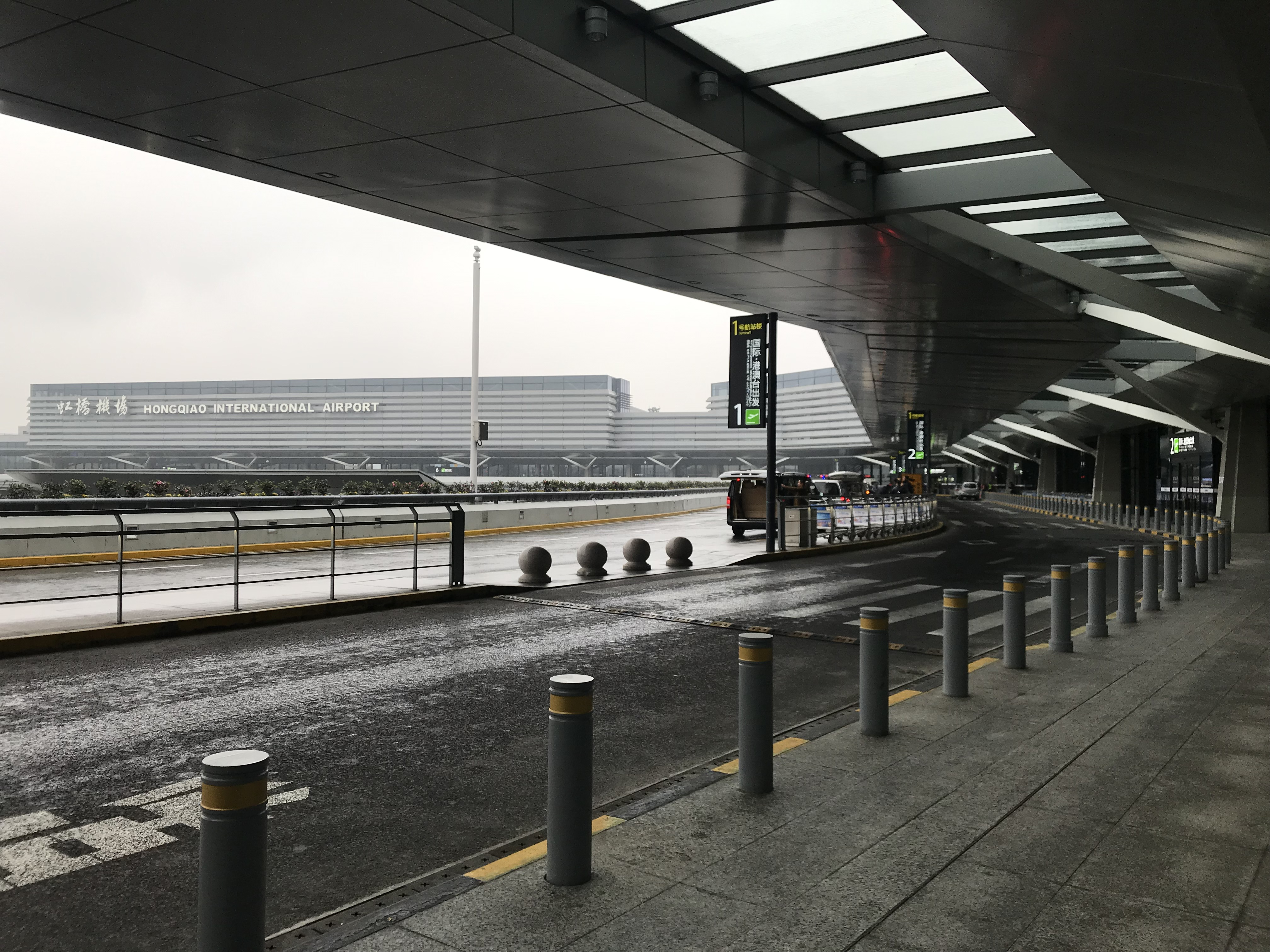
落客平台
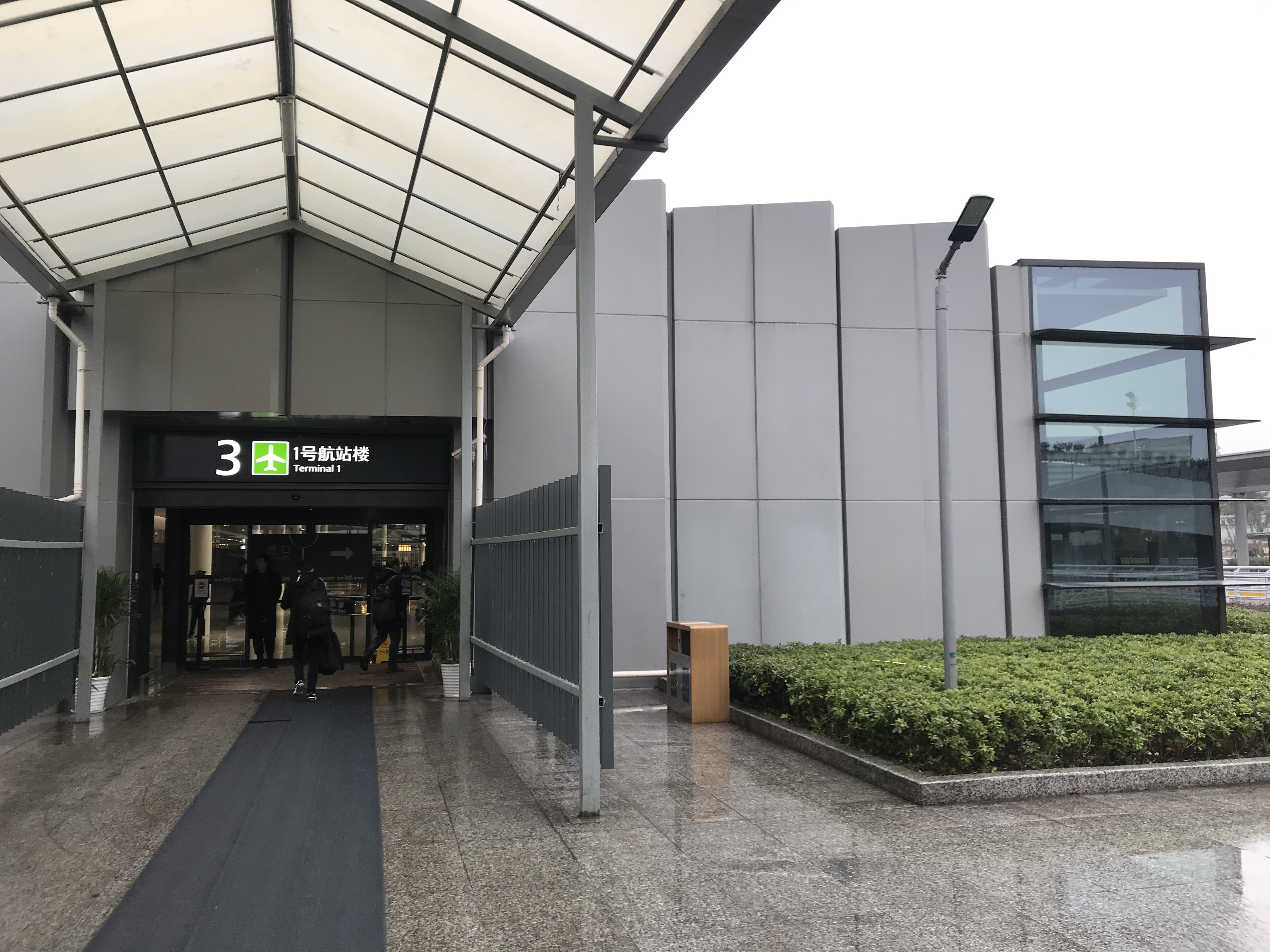
航站楼入口
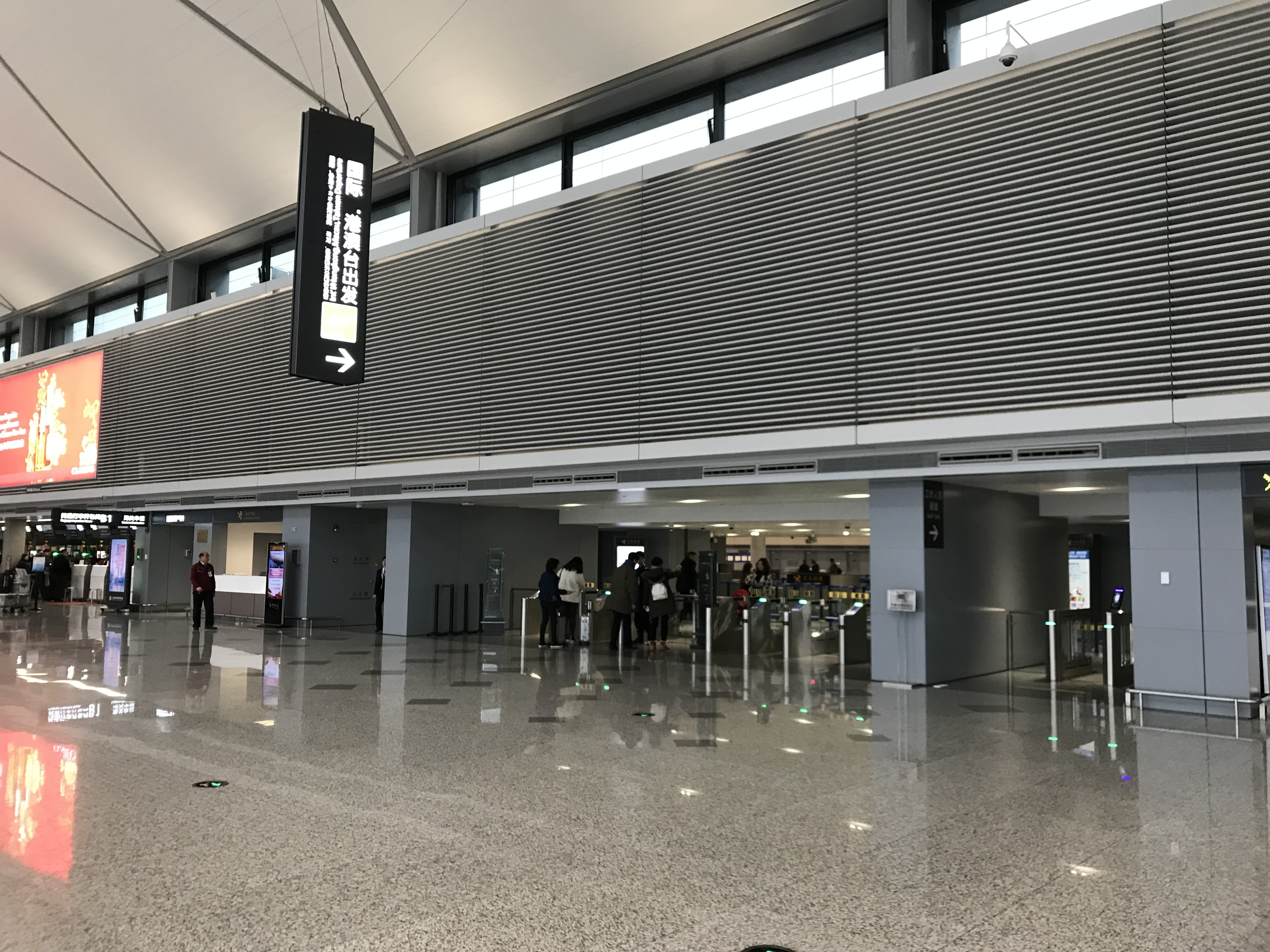
位于A楼的国际出发区域
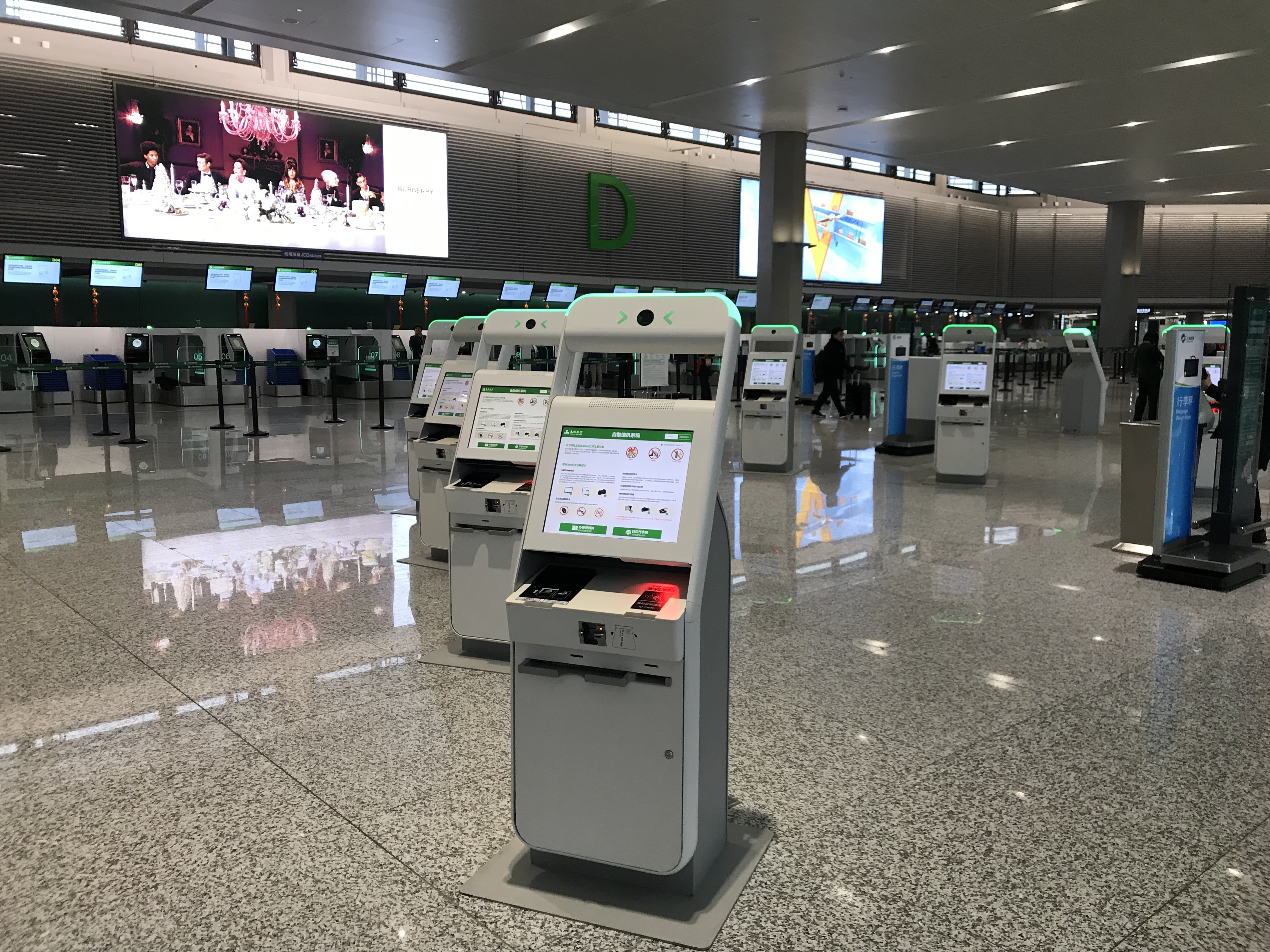
位于B楼的春秋航空自助值机设施
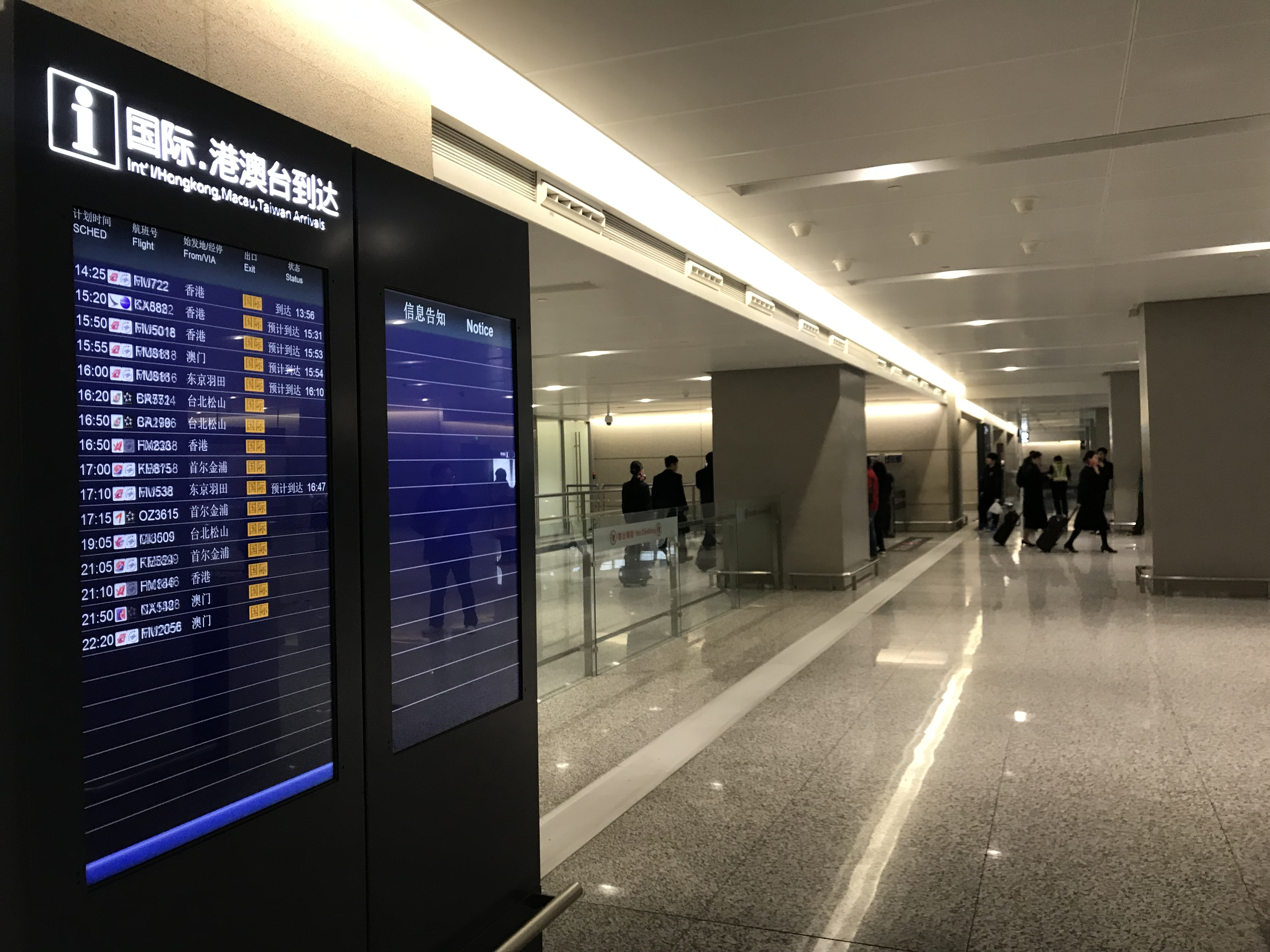
国际到达区域

#### 2号航站楼
虹桥2号航站楼于2010年3月16日投入使用。2号航站楼位于1号航站楼西侧，总面积36.26万平方米，主要为国内航班提供服务。为给西侧的虹桥综合交通枢纽的建设腾出空间，2号航站楼的外观设计较为简洁，但内部通过集中式的布置减小规模，体现了 “节地、节能、节水、节材”的科技创新理念。
2号航站楼由华东建筑设计研究院的郭建祥主导设计。该航站楼与磁悬浮虹桥站、国铁上海虹桥站等合为一体，成为集航空、高速铁路、磁悬浮、地铁、长途大巴、公交车和私家车为一体的巨型综合交通中心，对于进出港旅客而言，有高达56种换乘方式可供选择，大大提高了旅客集散效率。
2号航站楼考虑到主要面向国内航班，采用了成熟的前列式航站楼布局，旅客从值机到步行至登机廊桥的距离不超过300米。航站楼设计则遵循简约大方的原则，主要运用水平直线作为设计元素，以与浦东国际机场形成差异。航站楼共设置43座登机廊桥，以实现70%以上的航班靠桥率；航站楼亦改进了值机和安检区域设计，提供80个值机柜台与47条安检通道，并加长了X光安检仪传送带和开箱台，进一步缩短旅客值机和安检的等候时间。
2号航站楼还提供了充足的机场商业。航站楼内零售总建筑面积达到10773平方米，并执行与上海市内商店“同城同价”原则。在航站楼与磁悬浮站、地铁虹桥2号航站楼站连接的东交通中心，更设置一座4层高的交通商业中心，在减小航站楼面积的情况下集约高效地扩充了机场商业容量。
2号航站楼指示牌设计由曾经负责JR东日本和重庆轨道交通车站指示牌设计的GK设计公司设计，以绿色指示航站楼信息、橙色指示磁悬浮信息、蓝色指引国铁信息、红色指引地铁信息，通过颜色来实现导视系统的快速分流；机场停车场则采用动物和水果作为停车区域标志，帮助旅客实现快速寻车。楼内还有3块航显大屏、若干信息小屏与平面指示图，这几者构成一个完整的视觉导引体系，提升旅客寻路体验。
| 4F | 休息区     | 休息室（21米、V21N、V21S，含独立安检） |
| 4F | 休息区     | 休息室（限制区）                       |
| 3F | 出发       | 值机A-D区、安全检查                    |
| 3F | 出发       | 值机E-H区、往上海虹桥站                |
| M2 | 出发       | 登机口21-40、46-50、56-75；商店        |
| 2F | 到达       | 到达登机口、转机、无托运行李出口       |
| 1F | 到达区     | 行李提取、转机柜台、接送区             |
| 1F | 出发       | 远机位41-45、51-55                     |
| 1F | 东交通中心 | 虹桥2号航站楼站、公交、上海虹桥站      |

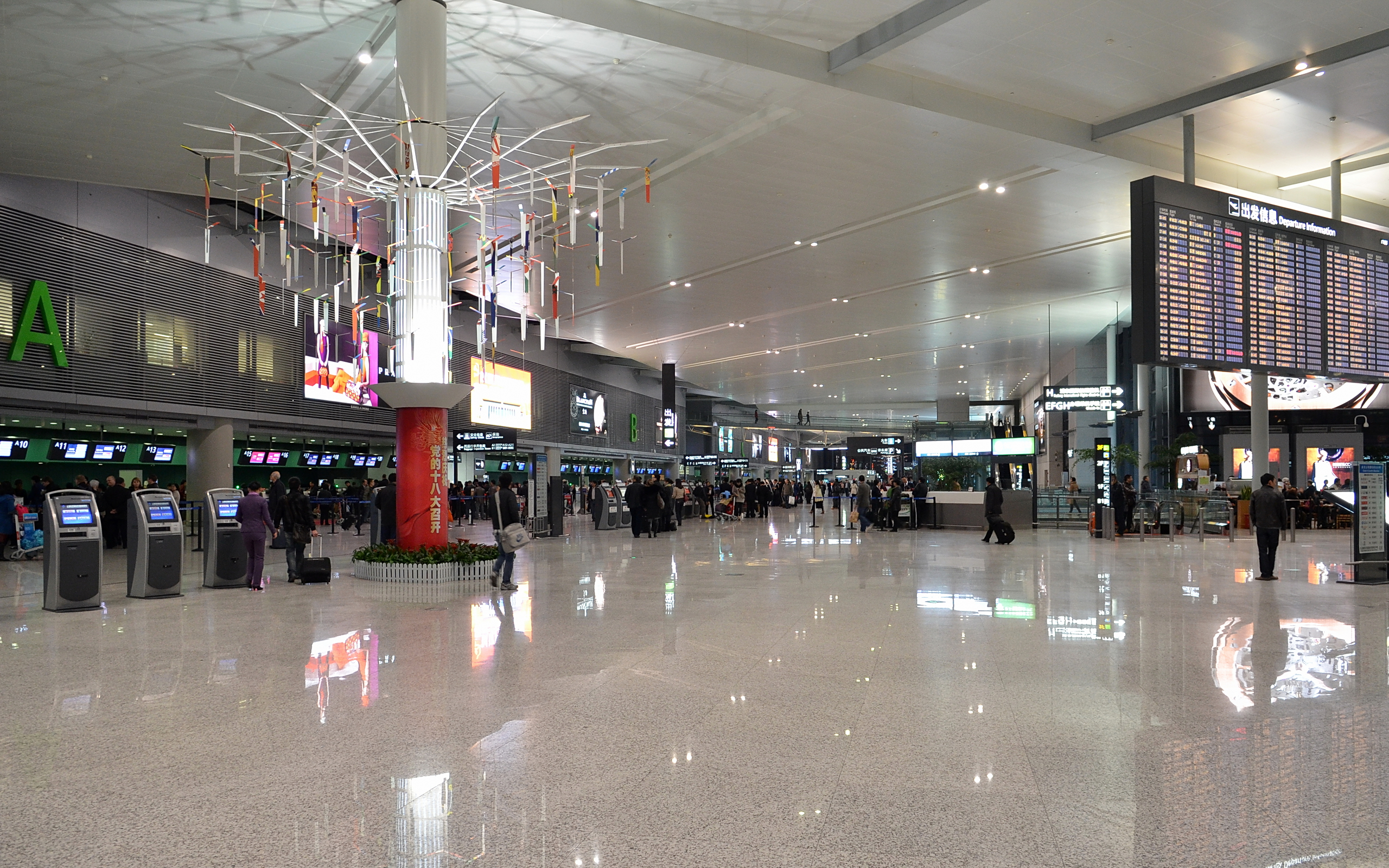
值机大厅
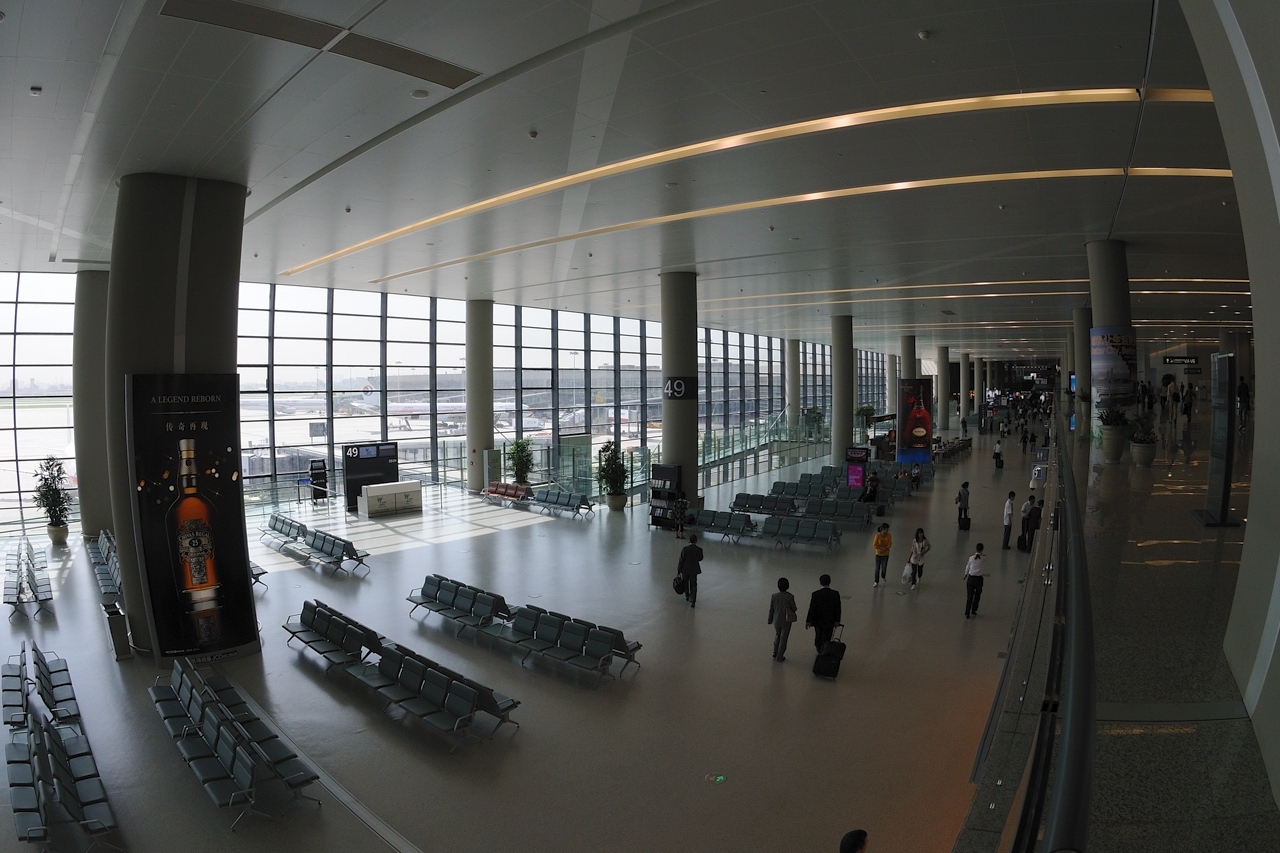
从3F望向出发登机口所在的M2层
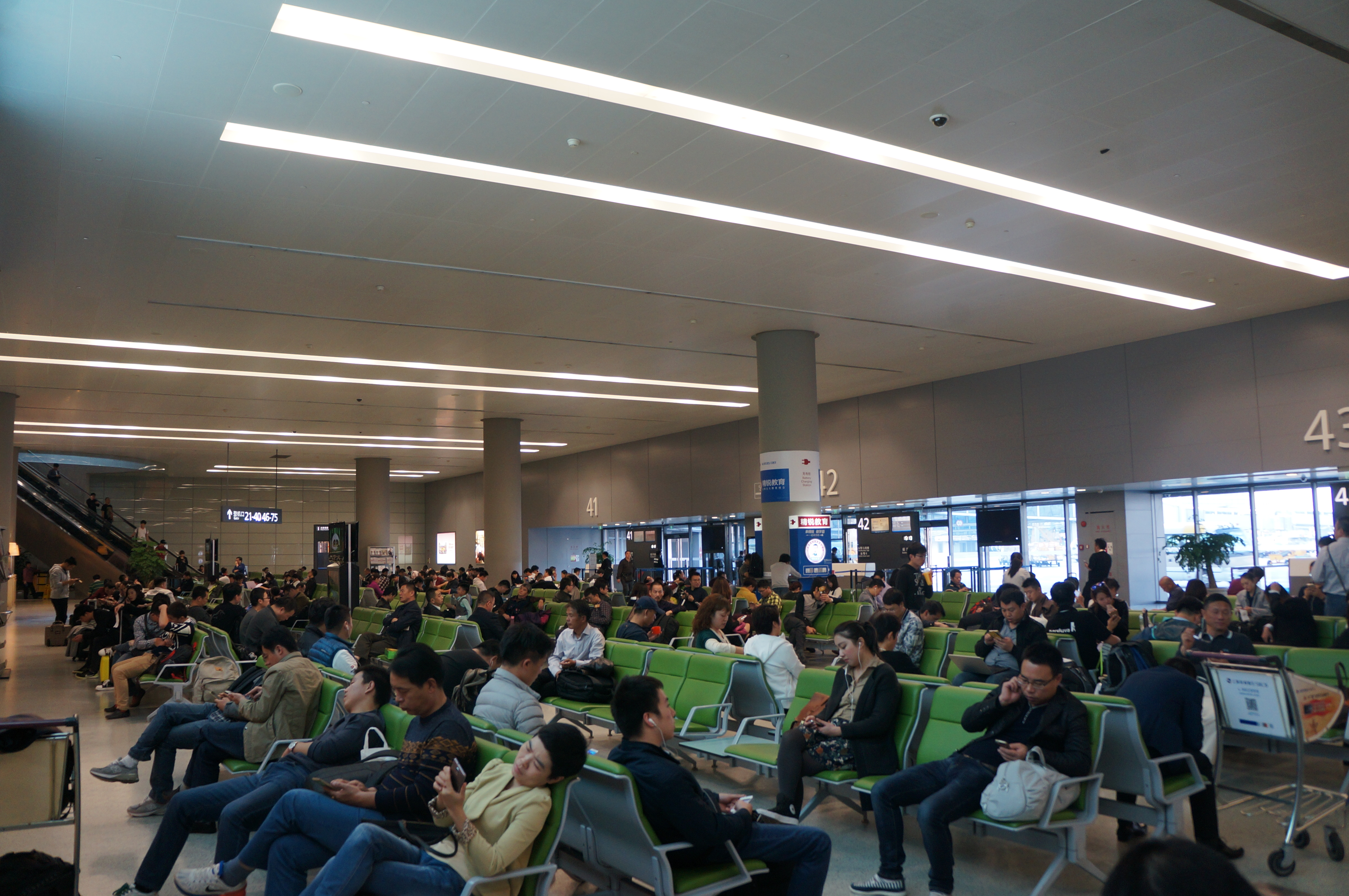
41-45远机位登机口
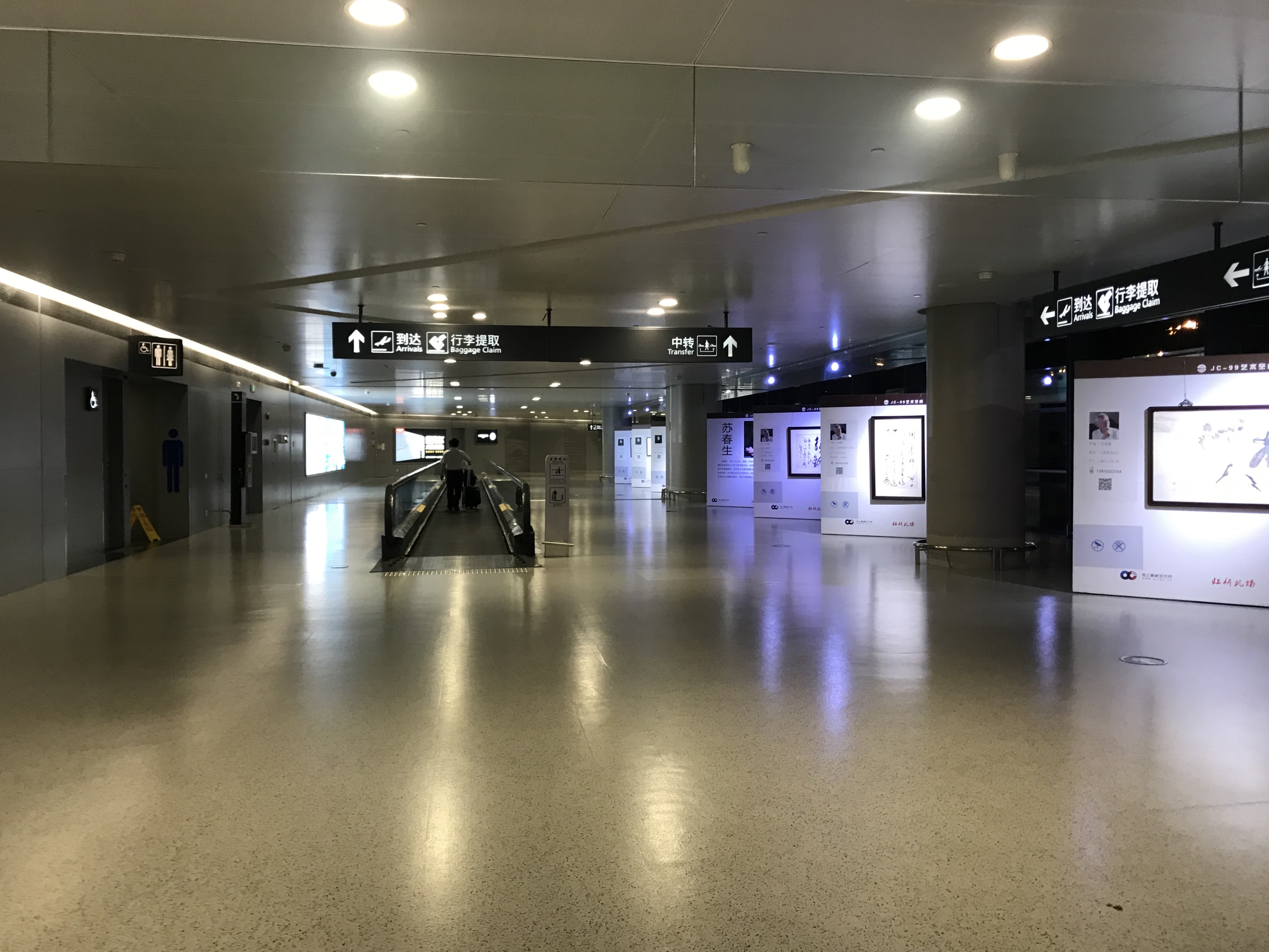
到达层
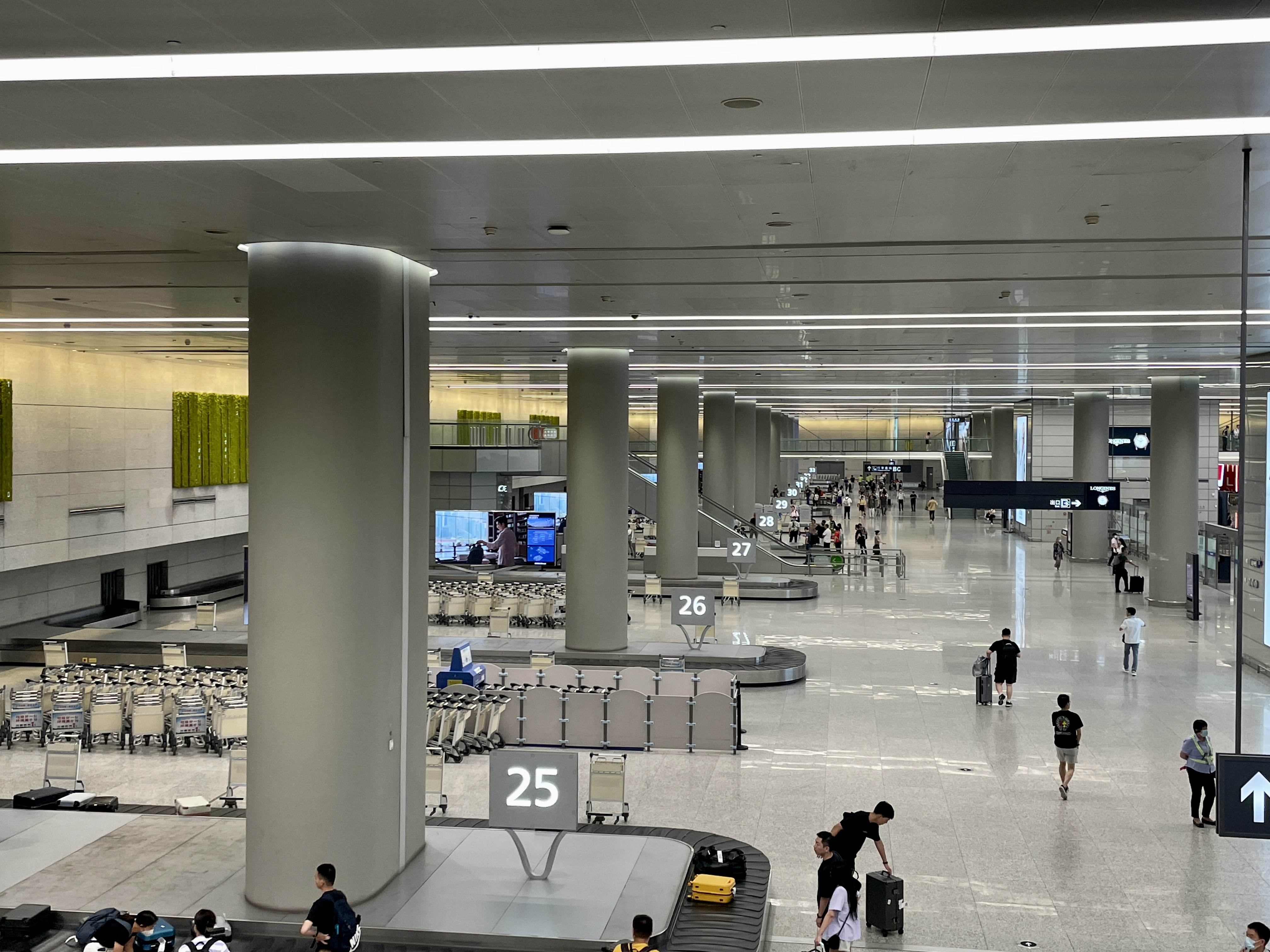
行李提取
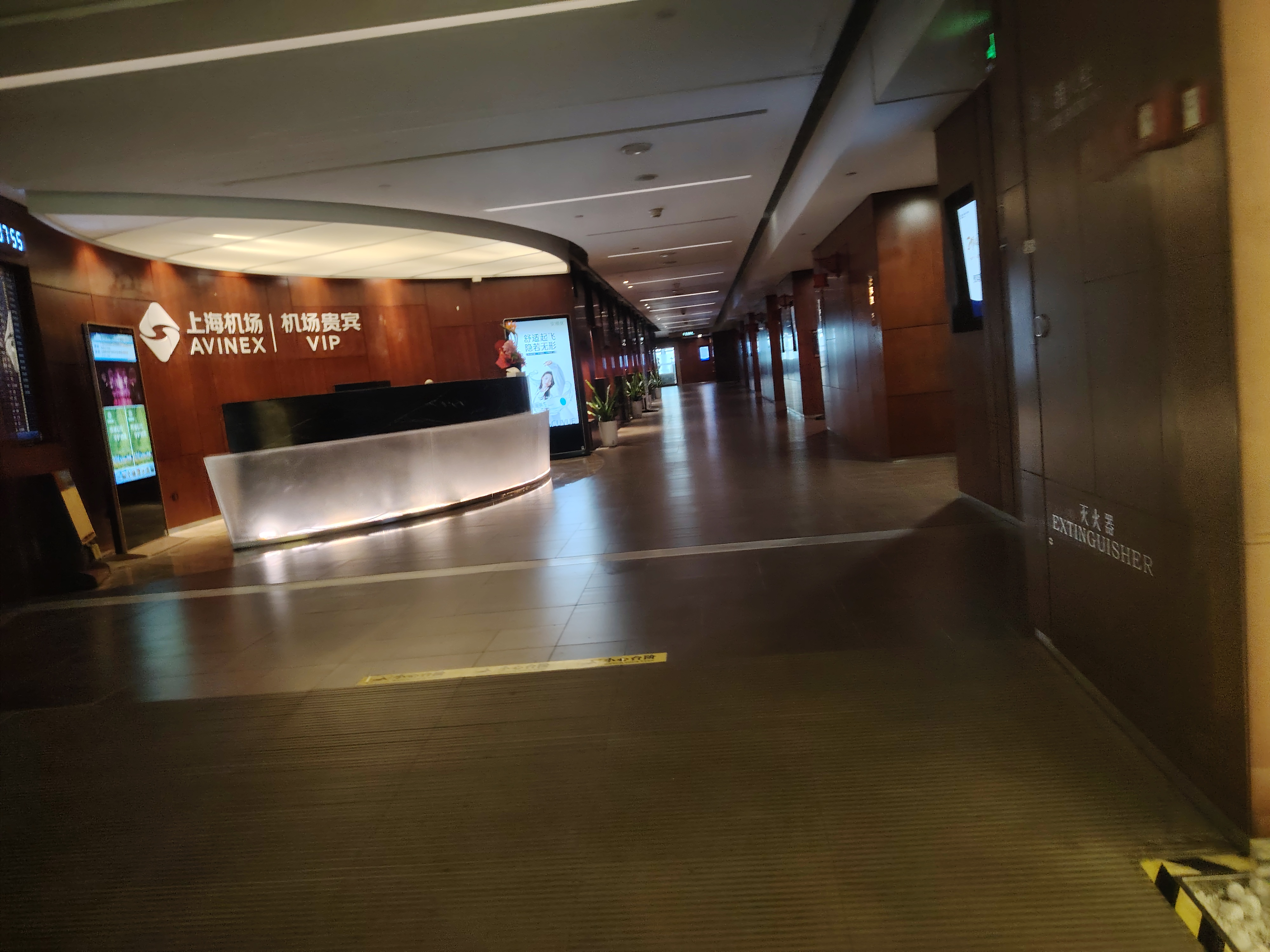
位于4楼的21米贵宾厅
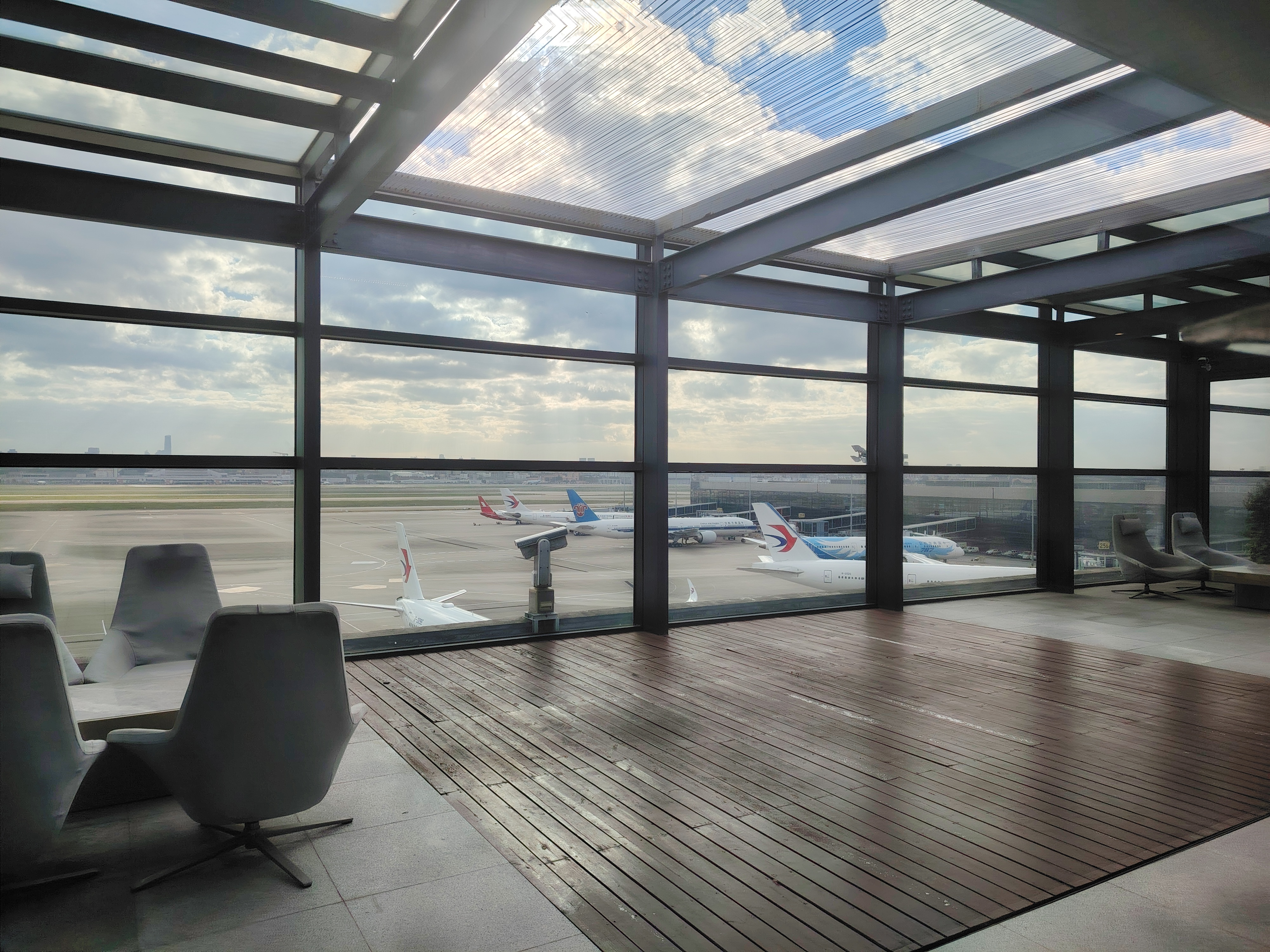
21米贵宾厅观景台
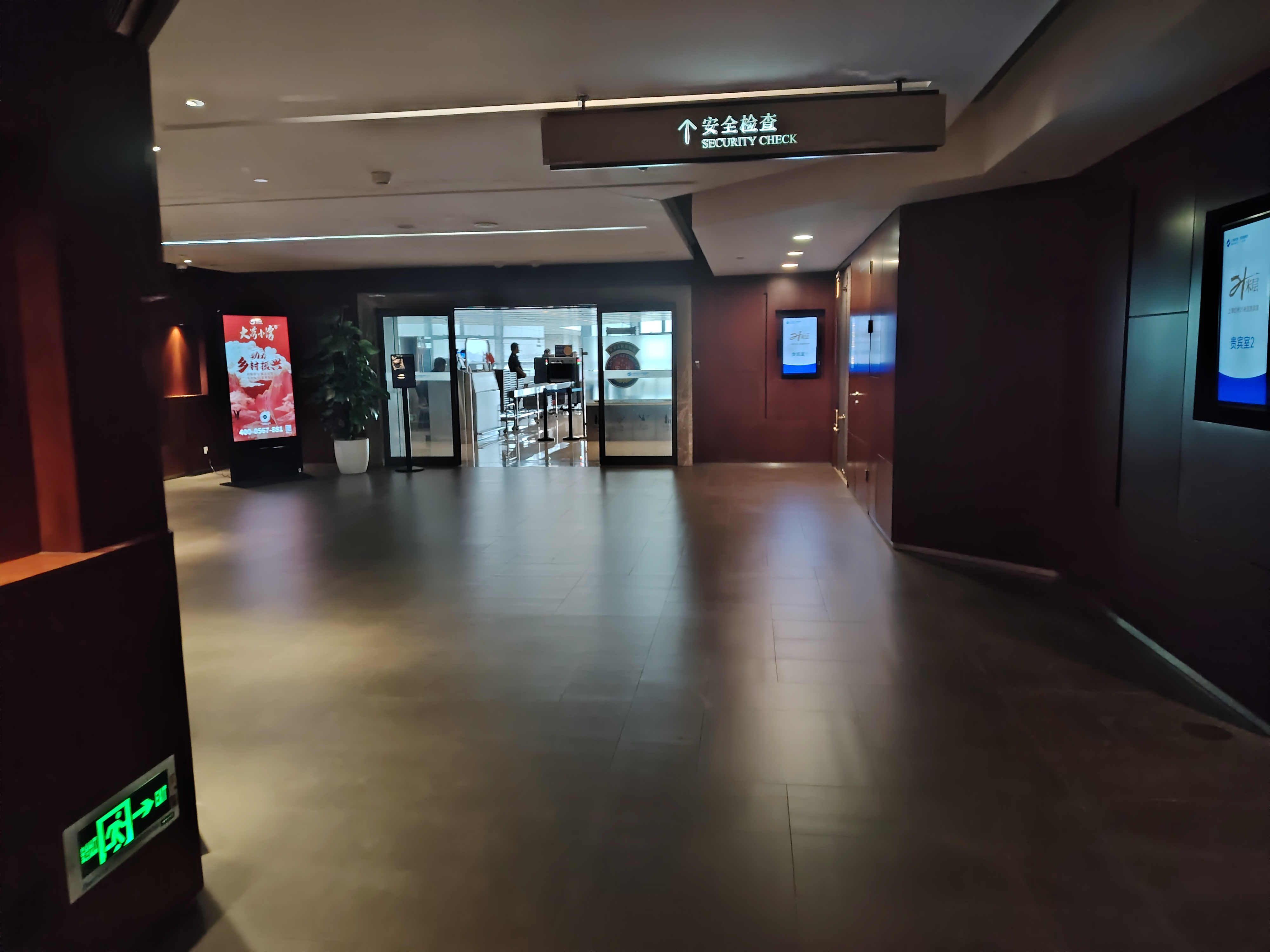
21米贵宾厅的独立安检通道

### 跑道
虹桥机场设有两条南北向的跑道，编号为18L/36R和18R/36L，其中跑道18R/36L主要用于离场；跑道18L/36R主要用于进场，经管制员同意可用于离场。跑道位于两个航站楼之间。两条跑道在1993年的规划中间隔1700米，为虹桥综合交通枢纽让出建设地块后间隔缩短至365米，是中国内地首个拥有近距离跑道的机场。
落地航空器应根据 ATC 给出的脱离方向，就近选择快速出口滑行道脱离跑道，并及时报告塔台管制员；
虹桥机场已经采用国际民航组织制定的消噪音离场程序 1（NADP1），旨在降低起飞跑道末端附近区域的噪音。

### 绕滑道
虹桥机场在18R/36L跑道末端设有两条绕滑道，用于停靠西机坪进场的飞行器在不穿越西跑道、不影响西跑道起飞的情况下使用，且仅限东向西单向运行。
原则上虹桥机场24小时使用绕滑。以下情况可以进行穿越跑道：
- 当夜间本场全部起飞航空器结束后
- 当南、北绕滑因道面等一些特殊原因不能使用时
- 虹桥机场处于低能见度运行时

绕滑道可以供翼展<36m的机型无限制使用，运行中翼展<36m的机型原则上使用绕滑滑行。36m≤翼展<52m的机型限制使用，翼展≥52m的机型禁止使用；翼展≥36m的机型主用H2或H6穿越18R/36L跑道。

### 机坪
虹桥机场实施机坪运行管制。机坪管制职责：负责机坪管制区域航空器的推出，开车，滑行和其他涉及航空器运行的指挥工作。
机坪管制与地面管制的移交点和移交方式听从管制员指令执行。

### 空中交通服务通信设施通信频率
- D-ATIS：132.25MHz
- 东塔台管制（E TWR）：118.1MHz（124.3MHz）
- 西塔台管制（W TWR）：118.65MHz（118.25MHz）
- 进近管制：126.65MHz
- 机坪管制频率：121.675MHz（E）/121.95MHz（W）
  - 备用：121.55MHz
- 地面管制频率：121.6MHz（E）/121.9MHz（W）
  - 备用：121.575MHz
- 地面放行频率：121.75MHz
- 机场运行指挥中心（AOC）：130.75MHz
  - AOC呼号：浦江
- 签派/平衡：131.5MHz
- 紧急频率：121.5MHz

## 航空公司及航点

### 境内航线

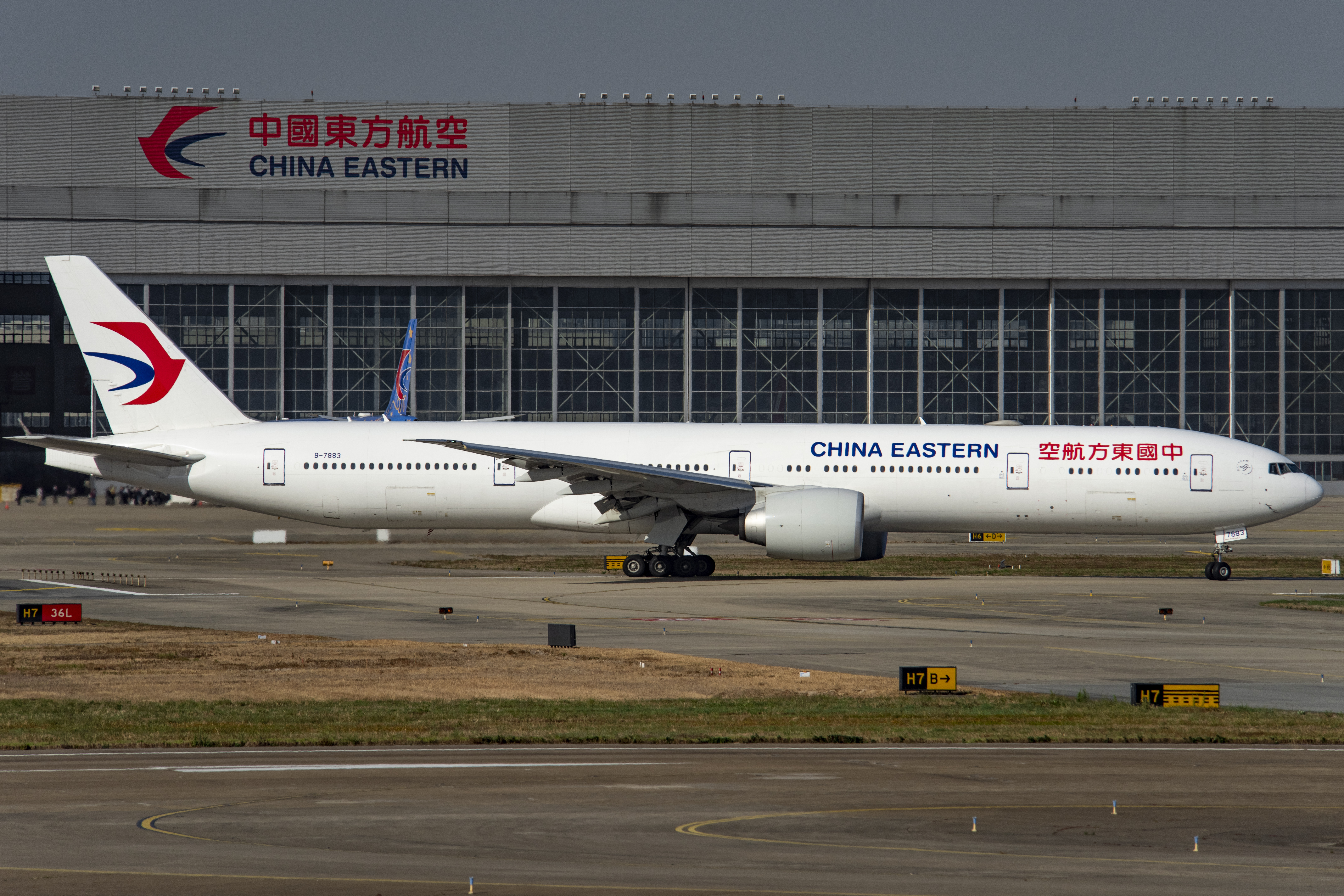
中国东方航空的波音777-300ER型客机在上海虹桥国际机场起飞

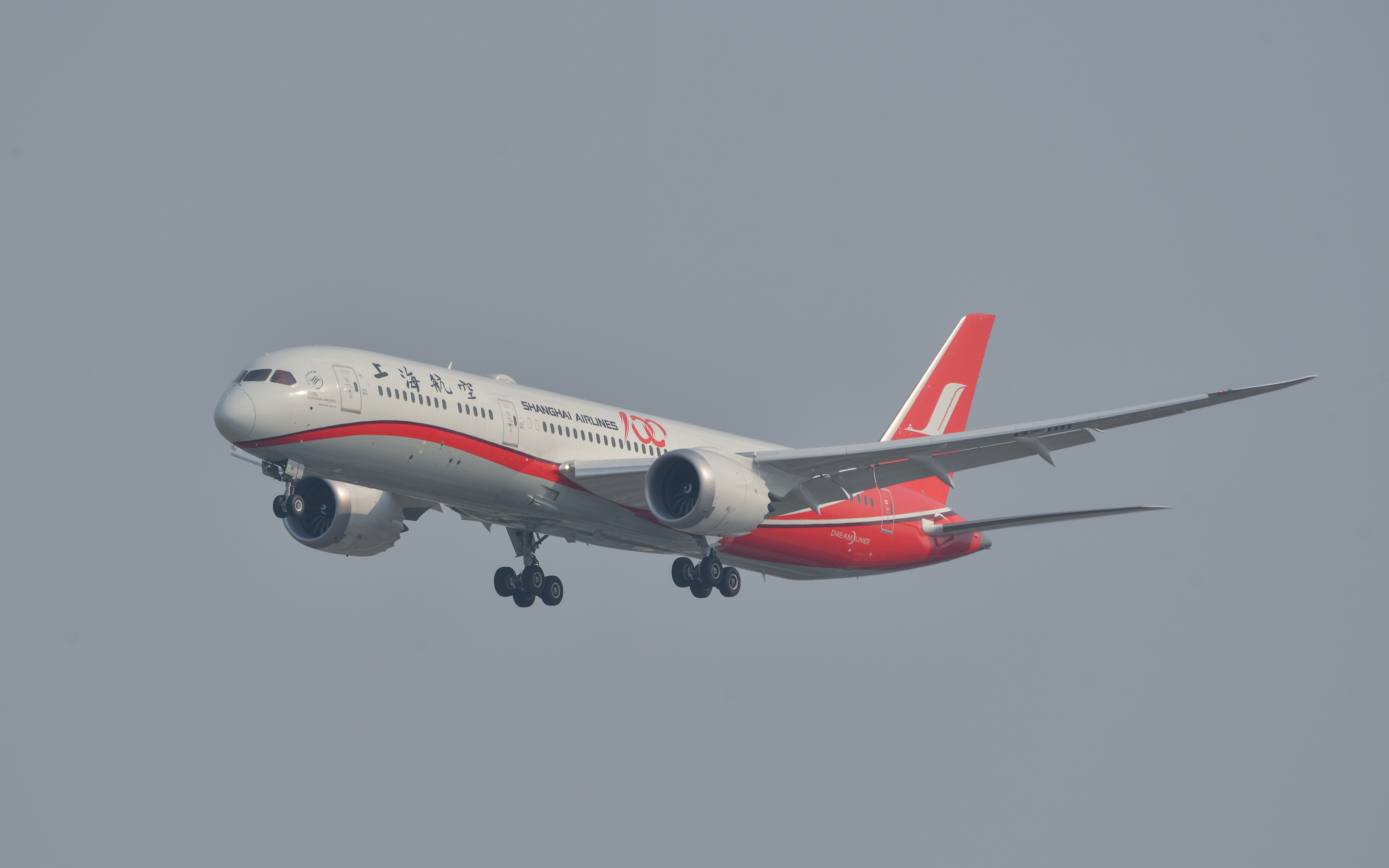
上海航空的波音787-9型客机即将降落在上海虹桥国际机场

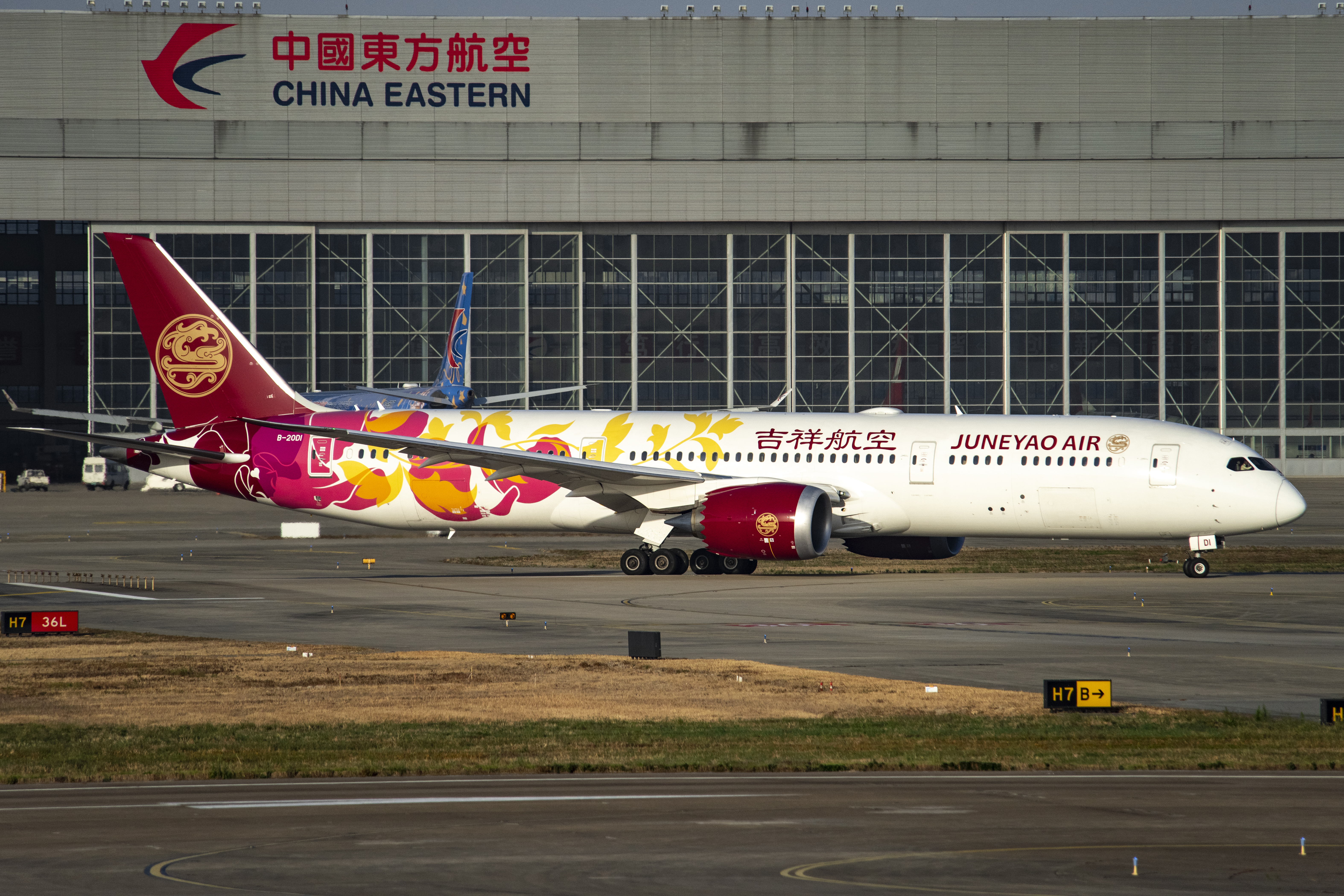
吉祥航空的波音787-9型客机在上海虹桥国际机场滑行

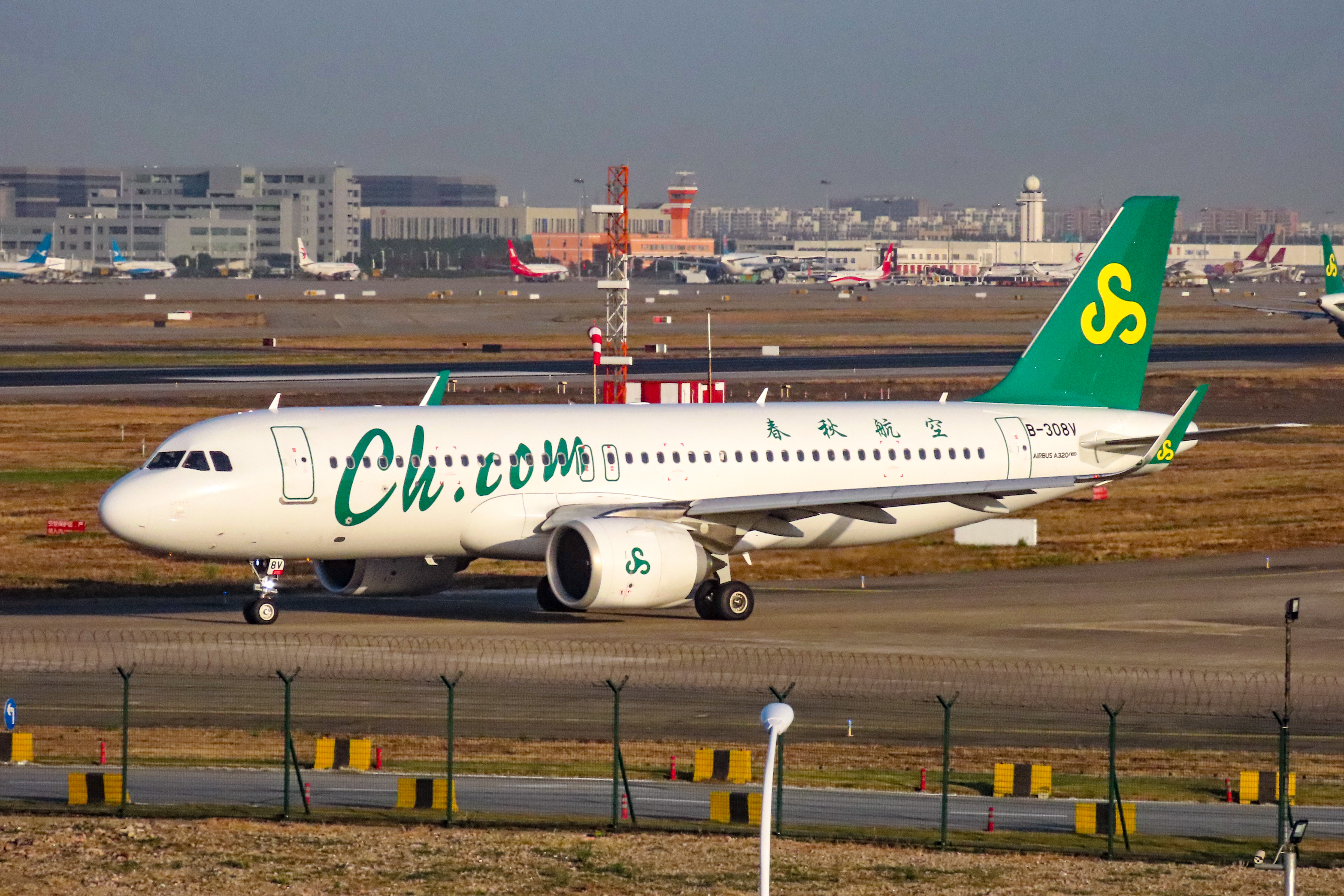
春秋航空的空中客车A320neo在上海虹桥国际机场等待起飞

上海虹桥国际机场的国内航线以商务航线为主，航点覆盖主要中大型机场，较浦东国际机场相比优势目的地为中南地区、华东地区、华北地区。
虹桥机场的快线航点包括北京首都、广州、深圳、成都双流、重庆、武汉、昆明、西安、长沙、厦门、天津、太原、兰州、郑州共15个，其中京广深3条快线出港频次近半小时1班。机场保证京广深快线旅客享受专属值机柜台和专属安检通道、航班优先放行和优先靠桥、以及提供相对固定的行李转盘以及行李可在30分钟内提取。
| 航空公司     | 目的地 | 值机区     |
| ------------ | --- | ---------- |
| 中国东方航空 | 北京/首都、安庆、安顺、沧源（经停昆明）、长沙、成都/天府、成都/双流、重庆、大理、大庆、迪庆、恩施、福州、赣州、广州、贵阳、呼和浩特、呼伦贝尔、淮安、揭阳、喀什、昆明、兰州、柳州、洛阳、南昌、南宁、青岛、深圳、石家庄、太原、腾冲、天津、铜仁、威海、温州、乌海、乌鲁木齐、武汉、武夷山、西安、锡林浩特、厦门、襄阳、盐城、烟台、郑州、珠海    | T2-B、C、D |
| 上海航空     | 北京/大興、长沙、成都/天府、重庆、丹东、福州、阜阳、广州、桂林、贵阳、哈尔滨、海口、海拉尔、衡陽、和田、连云港、呼和浩特、黄山、济南、济宁、鸡西、佳木斯、揭阳、井冈山、昆明、兰州、丽江、临沂、南昌、南宁、齐齐哈尔、青岛、深圳、沈阳、石家庄、太原、天津、温州、乌鲁木齐、武汉、西安、厦门、徐州、烟台、宜昌、银川、郑州、西双版纳（經停昆明） | T2-B、C、D |
| 吉祥航空     | 北京/大興、毕节、长沙、长治、成都/天府、池州、重庆、广州、贵阳、茅台、昆明、丽江（仅运营出发航班）、连城、南宁、三亚、深圳、太原、温州、乌鲁木齐、西安、厦门、郑州 、珠海、襄阳 | T2-E、F    |
| 春秋航空     | 常德、长沙、成都/天府、重庆、东营、广州、贵阳、呼和浩特、怀化、揭阳、昆明、兰州、绵阳（仅运营抵达航班）、南宁（仅运营出发航班）、黔江、青岛、泉州、三亚、深圳、石家庄、天津（仅运营出发航班）、乌鲁木齐、西安、厦门、湛江（仅运营抵达航班）、珠海、遵义新舟、张家口                                                                              | T1-D       |
| 中国南方航空 | 北京/大興、长沙、成都/天府、鄂尔多斯、广州、桂林、贵阳、揭阳、喀什、南宁、南阳、深圳、乌鲁木齐、乌鲁木齐-伊寧、吐鲁番、烟台、延吉、伊宁、郑州 | T2-D       |
| 中国国际航空 | 北京/首都、成都/双流、重庆、广州、天津 | T2-A       |
| 海南航空     | 北京/首都、太原、乌鲁木齐-阿克苏 | T2-A       |
| 厦门航空     | 福州、泉州、厦门、泸州 | T1-D       |
| 成都航空     | 成都/双流（經停岳阳） | T2-B       |
| 西藏航空     | 成都/双流、重庆、拉萨 | T2-A       |
| 山东航空     | 济南、青岛、烟台 | T2-A       |
| 中国联合航空 | 北京/大興、石家庄 | T2-B       |
| 祥鹏航空     | 昆明、宜春 | T2-A       |
| 深圳航空     | 景德镇、深圳 | T2-A       |
| 河北航空     | 石家庄 | T1-D       |
| 天津航空     | 天津 | T2-A       |

### 港澳台/國際航线

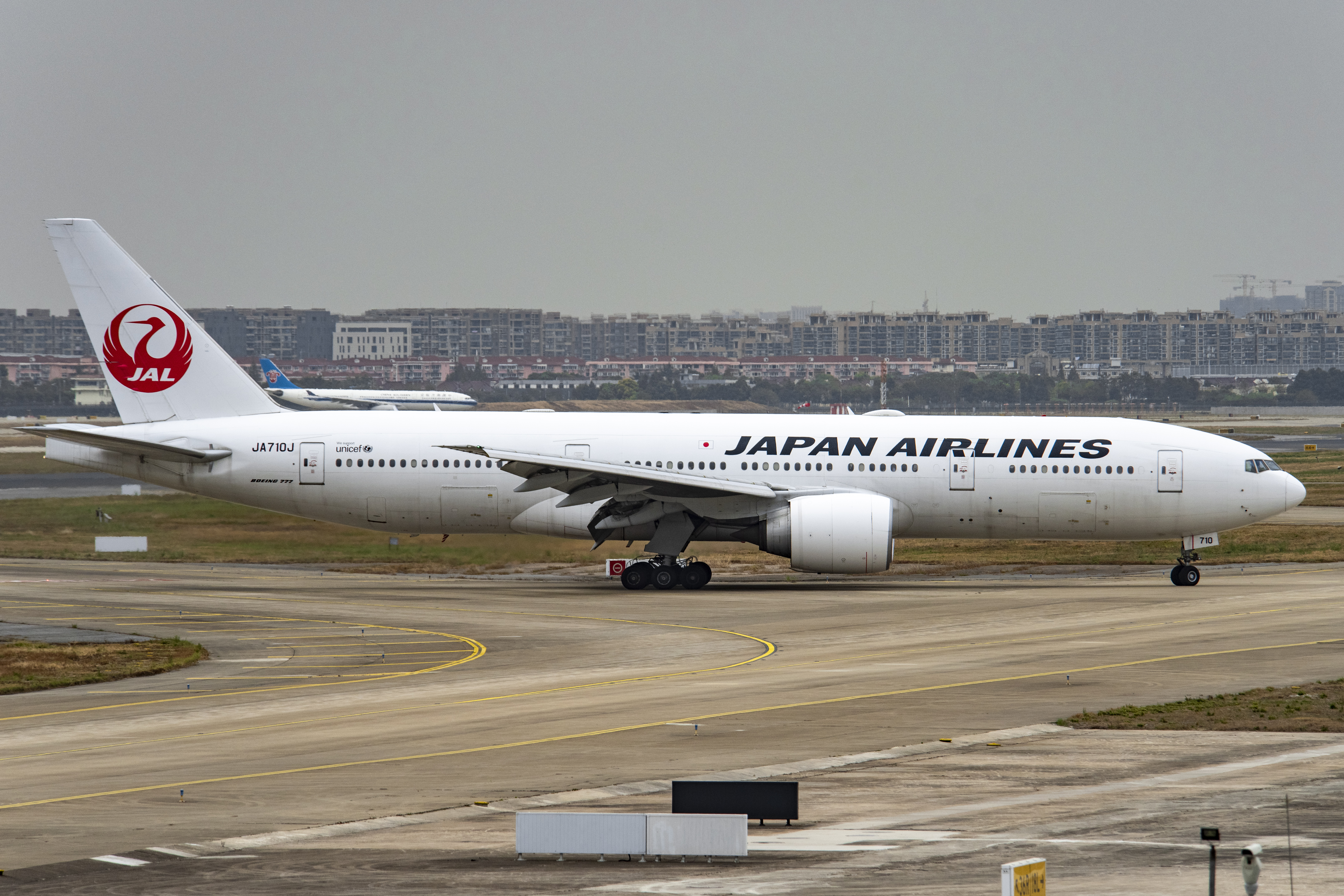
日本航空的波音777-200ER型客机在上海虹桥国际机场滑行

| 航空公司     | 目的地                                      | 值机区 |
| ------------ | ------------------------------------------- | ------ |
| 中国东方航空 | 香港、澳门、台北/松山、东京/羽田、首尔/金浦 | T1-B   |
| 上海航空     | 香港、澳门、台北/松山、首尔/金浦            | T1-B   |
| 中国国际航空 | 台北/松山                                   | T1-A   |
| 國泰航空     | 香港                                        | T1-A   |
| 香港航空     | 香港                                        | T1-A   |
| 澳门航空     | 澳门                                        | T1-A   |
| 中华航空     | 台北/松山                                   | T1-B   |
| 长荣航空     | 台北/松山                                   | T1-B   |
| 日本航空     | 东京/羽田                                   | T1-B   |
| 全日本空输   | 东京/羽田                                   | T1-B   |
| 大韩航空     | 首尔/金浦                                   | T1-B   |
| 韩亚航空     | 首尔/金浦                                   | T1-B   |

## 统计
请参阅源Wikidata查询.

## 周边交通
虹桥机场的周边交通主要以地铁、机场巴士、出租车以及公共汽车为主。虹桥机场由于临近市中心，没有自己的机场巴士，但有来往浦东机场的机场巴士一线，联通浦东机场和虹桥机场。

### 1号航站楼

#### 轨道交通
- 虹桥1号航站楼站位于1号航站楼南侧，有轨道交通10号线经过，站厅、路轨呈东西向排布。其中车站3号口离虹桥机场1号航站楼最近，但3号口没有专用闸机供携带大件行李的乘客出入，携带大件行李乘客应从1号口出入

#### 地面公共交通
公交线路
- 807路（虹桥机场1号航站楼—清涧新村）靠近1号航站楼国内达到3号门
- 806路（虹桥机场1号航站楼—卢浦大桥）在1号航站楼国际、港澳台到达4号门
- 1207路（虹桥机场—上海动物园）
- 176路（虹桥机场—天山西路福泉路）

咨询电话：8621-62906338
机场免费摆渡车
- 虹桥机场航站楼摆渡车（虹桥机场1号航站楼——虹桥机场2号航站楼）

### 2号航站楼
虹桥机场2号航站楼位于虹桥综合交通枢纽内。虹桥综合交通枢纽是集合民航、铁路、地铁、巴士、长途巴士等交通工具为一体的综合交通枢纽。其“面向全国，服务长三角”的目标使得虹桥2号航站楼的接驳交通十分便利。

#### 轨道交通
虹桥2号航站楼站位于航站楼西侧的东交通中心的B1F和B2F层，有2号线、10号线经过。2号线和10号线各在北南设有独立的站厅，互不联通。2号线列车运行区间为国家会展中心—浦东1号2号航站楼。10号线列车的运行区间为虹桥火车站—基隆路，往航中路方向的乘客需在龙溪路下车换乘。
东交通中心西侧预留的磁悬浮车站改建为上海市域铁路虹桥2号航站楼站，引入联络虹桥枢纽和浦东国际机场的上海轨道交通机场联络线，向北联通嘉定城区，向南通达莘庄镇并预留南北延伸的嘉闵线以及向西通往青浦并继续向西进入嘉兴和湖州的上海示范区线。

#### 地面公共交通
机场免费摆渡车
- 虹桥机场航站楼摆渡车（虹桥机场1号航站楼——虹桥机场2号航站楼）

| 虹桥枢纽东交通中心 |             |                    |                                                 |
| 候车室             | 公交车      | 起点站             | 终点站                                          |
| 1号候车室          | 316路       | 虹桥东交通中心     | 延安东路中山东一路                              |
| 1号候车室          | 虹桥枢纽4路 | 虹桥枢纽东交通中心 | 紫竹科学园区                                    |
| 1号候车室          | 941路       | 虹桥枢纽东交通中心 | 上海火车站(南广场) （经停虹桥机场1、2号航站楼） |
| 2号候车室          | 虹桥枢纽9路 | 虹桥枢纽东交通中心 | 嘉定客运中心                                    |
| 2号候车室          | 机场一线    | 虹桥枢纽东交通中心 | 浦东机场                                        |

## 意外事故
1982年9月17日：日本航空由上海虹桥飞往成田机场的792号航班在起飛后發生液壓故障，在返航虹橋機場時衝出跑道致使飛機受損，导致27人受傷。
1989年8月15日：中国东方航空公司一架注册编号为B-3417的安托諾夫An-24执行由上海飞往南昌的MU5510次航班在虹桥机场起飞时，因引擎故障坠毁于距机场约240米的周家浜中，导致34人遇难，仅6人生还。
1993年4月6日：中国东方航空公司一架注册编号为B-2171的麥道MD-11从北京经上海至洛杉矶的MU583次航班在美国阿拉斯加阿留申群岛南约950海里的太平洋上空飞行时，前缘缝翼伸出，飞机急速跌落和上升数次，高度下跌了5000英尺。此次事故造成两名乘客死亡，149名乘客和7名机组成员受伤。事故中飞机结构没有受损，但机舱内饰受损严重。
1998年9月10日：一架中国东方航空公司飞机注册编号为B-2173、机型MD-11的MU586次航班，原定由上海虹桥国际机场飞到北京首都国际机场再到美国洛杉矶机场。起飞后因起落架故障（曲动连杆销子因质量问题折断）返回虹桥机场迫降并成功，此航班是中国民航首宗迫降的例子。
1999年4月15日：大韩航空由虹桥飞往金浦机场的KE6316次航班起飞后机长贸然推杆使飞机失速坠毁在莘庄镇，导致三名機組人員、地面5人罹難，42人受傷。
2000年9月14日：法国航空由上海虹桥飞往巴黎夏尔·戴高乐机场的AF111次航班起飞前滑行时，在跑道末端掉头时滑出跑道，前轮陷入草地中，压断了跑道地下的电缆。事件导致虹桥机场关闭数小时，大量航班备降浦东国际机场。事件中无人受伤。
2002年6月8日：一班由香港飞往上海的港龙航空客机，航班号为KA890的空中巴士A321型，抵达虹桥国际机场后，起落架正常放下后，飞机向跑道降落，左后轮胎突然爆裂，机上没有人员受伤。
2013年6月7日：中国东方航空公司一架ERJ-145执行由淮安飞往上海虹桥的MU2947航班，于降落上海虹桥机场跑道时，前起落架先于主起落架触地并折断，飞机冲出跑道。
2016年10月11日：中国东方航空公司一架A320（注册号B-2337）执行MU5643航班于上海虹桥机场36L跑道起飞时，和另一架正在穿越跑道的东航A333（B-6506，MU5106航班）发生冲突。由于A320机组的正确处置，飞机在A333上方19米处擦过。事后根据民航总局的调查结果，事件原因是塔台在指挥时失误，在指挥A333穿越时遗忘A320已得到起飞指令，同时A333机组也存在标准作业程序问题。